# 分離天体

100AU以遠の太陽系外縁天体。散乱円盤天体（灰色）と分離天体（白色）。

分離天体（ぶんりてんたい、英: detached object）とは、太陽系外縁の海王星の軌道より外側に存在する天体の分類の1つである。

## 概要
分離天体の近点は海王星の重力の影響を受ける領域から充分に離れているため、海王星やその他の惑星からの影響を受けておらず、太陽系から「分離」されたように見える。
このような点でこれらは、海王星などの木星型惑星に近づいた際に重力の影響で摂動する太陽系外縁天体として知られる大部分の天体とはかなり異なる。
2016年現在、大きく4つに分類されている太陽系外縁天体の他の3つ、つまり、冥王星などの海王星と公転周期が共鳴関係にある天体（共鳴外縁天体）、マケマケなどのキュビワノ族に属する天体、エリスなどの散乱円盤天体の分類に属する天体の近日点と比べて、分離天体の近日点は、一般に太陽から遠くに位置する。
分離天体はextended scattered disc objects (E-SDO)、distant detached objects (DDO)などと呼ばれることもあり、Deep Ecliptic Survey の中では公式にscattered-extendedと呼ばれる。これは、分離天体と散乱円盤の軌道パラメータの間に明確な線引きができないことを反映している。
このような天体は、少なくとも9個が確認されている。その中で最も大きく、また最も有名なものはセドナである。

## 軌道
分離天体の近点は、海王星の遠点よりも大きい。しばしば大きな軌道傾斜角を持ち、軌道長半径が数百auにも達する非常に大きな軌道である。このような軌道は、木星型惑星による重力散乱では形成できない。恒星または惑星質量天体が近傍を通過したことに成因を求めるものなど、様々な仮説が提案された。黄道深部サーベイのチームによる分類では、scattered-near objectとscattered-extended objectの間にティスラン・パラメータの値で3という明確な区別が導入された。

## 分類
分離天体は、太陽系外縁天体の4つの分類のうちの1つである。他の3つは、共鳴外縁天体、キュビワノ族、散乱円盤天体である。分離天体の近日点は、通常40auよりも大きく、太陽から約30au離れたほぼ円形の軌道を公転する海王星の強い影響から逃れている。しかし、散乱円盤の領域と分離天体の領域には明確な境界がなく、近日点距離37auから40auの領域では両者が共存している。軌道が確実なそのような中間的な天体には、(120132) 2003 FY128がある。
2000 CR105や2004 XR190などのいくつかの小天体とともにセドナが発見されたことは、オールトの雲の内側にあるであろう遠方の天体の分類についての議論を喚起した。
セドナは、小惑星センターによって公式には散乱円盤天体とされているが、発見者のマイケル・ブラウンは、76auの近日点距離は外惑星からの重力相互作用を受けるには遠すぎるため、「内オールトの雲天体」と考えるべきだと主張している。セドナを分離天体とするこの分類は、最近の論文でも受け入れられている。
この一連の考え方は、外惑星からの重力相互作用の欠如によって、セドナと1996 TL66などの散乱円盤天体との間のどこかから始まるextended-outer groupが形成されることが示唆される。これらは、黄道深部サーベイによってscattered-near objectとして挙げられている。
このようなカテゴリーを定義する際の問題の1つは、弱い共鳴が存在する可能性があり、不規則な惑星の摂動のために証明が難しいということや、現在はこのような遠方の天体の軌道に関する知識が欠けているということである。これらの天体の軌道周期は300年を超え、大部分は数年間の短い期間しか観測されない。距離が非常に遠く、背景の恒星と比べて動きが遅いことから、これらの遠方の天体の多くの共鳴の存在の有無を確定するのに充分な観測ができるまで、まだ数十年を要するかもしれない。これらの天体の軌道や共鳴についてさらに理解が深まれば、木星型惑星のマイグレーションや太陽系の形成に関する理解に役立つ。例えば、2007年のEmel’yanenkoとKiselevaによるシミュレーションは、遠方の天体の多くが海王星と共鳴している可能性があることを示した。2000 CR105は10%の確率で20:1共鳴、2003 QK91は38%の確率で10:3共鳴、(82075) 2000 YW134は84%の確率で8:3共鳴の軌道にあることを示した。また準惑星の可能性がある(145480) 2005 TB190は、1%以下の確率で4:1の共鳴軌道にある。

## 分離天体の可能性のある天体
以下は、既知の天体を近日点が小さくなる順に並べたものである。これらは海王星の現在の軌道では容易に散乱されず、分離天体の可能性がある。
| 小惑星番号 | 名前                | 直径 (km) | 絶対等級 | 近日点 (AU) | 遠日点 (AU) | 発見年 | 発見者                                                                                                | 分類                   |
| ---------- | ------------------- | --------- | -------- | ----------- | ----------- | ------ | --- | ---------------------- |
|            | 2012 VP113          | 300-1000  | 4.0      | 80.5        | 438.1       | 2012   | スコット・S・シェパード, チャドウィック・トルヒージョ, アメリカ国立光学天文台, セロ・トロロ汎米天文台 | 分離                   |
| 90377      | セドナ              | 995-1600  | 1.6      | 76.1        | 975.5       | 2003   | ブラウン, トルヒージョ, ラビノウィッツ                                                                | 分離                   |
|            | 2004 XR190          | 335-850   | 4.5      | 52.3        | 61.8        | 2004   | Lynne Jones et al.                                                                                    | 分離                   |
|            | 2004 VN112          | 130-300   | 6.4      | 47.3        | 614         | 2004   | セロ・トロロ汎米天文台                                                                                | 分離                   |
| 145480     | (145480) 2005 TB190 | ~500      | 4.7      | 46.2        | 106.5       | 2005   | Becker, A. C. et al.                                                                                  | 分離                   |
| 148209     | (148209) 2000 CR105 | ~250      | 6.1      | 44.3        | 397         | 2000   | ローウェル天文台                                                                                      | 分離                   |
|            | 2003 UY291          | ~150      | 7.3      | 41.2        | 57.1        | 2003   | Pittichova, J. et al.                                                                                 | キュビワノ族           |
| 82075      | (82075) 2000 YW134  | ~500      | 4.7      | 41.0        | 73.9        | 2000   | スペースウォッチ                                                                                      | 8:3                    |
| 48639      | (48639) 1995 TL8    | ~350      | 5.2      | 40.0        | 64.5        | 1995   | A. Gleason                                                                                            | 分離                   |
|            | 2010 KZ39           | 440-980   | 3.9      | 39.1        | 52.5        | 2010   | A. Udalski et al.                                                                                     | 分離またはキュビワノ族 |
|            | 2003 QK 91          | ~180      | 6.9      | 38.4        | 98.5        | 2003   | Elliot, J. et al.                                                                                     | 分離                   |
|            | 2003 FZ129          | ~150      | 7.3      | 38.0        | 85.6        | 2003   | マウナケア天文台群                                                                                    | 分離                   |
| 134210     | (134210) 2005 PQ21  | ~200      | 6.7      | 37.6        | 87.6        | 2005   | セロ・トロロ汎米天文台                                                                                | 分離                   |
|            | 2006 QH181          | ~765      | 3.8      | 37.6        | 97.0        | 2006   | セロ・トロロ汎米天文台                                                                                | 分離または5:1          |
| 120132     | (120132) 2003 FY128 | ~440      | 4.8      | 37.0        | 61.7        | 2003   | 地球近傍小惑星追跡                                                                                    | 分離                   |
|            | 2006 HX122          | ~290      | 5.9      | 36.4        | 102.6       | 2006   | Marc W. Buie                                                                                          | 分離または7:2          |